# Добровляни (Калуський район)
Добровля́ни — село Калуського району Івано-Франківської області на правому березі річки Лімниця. Входить до складу Новицької сільської громади.      

## Історія
Зважаючи на вигідне розміщення і родючу землю тут поселення виникло в давні долітописні часи, тому дата заснування не могла зберегтися. Але у перших збережених документах (судових актах) у квітні 1444 року двічі згадується село.  

### Середньовіччя
Детальну інформацію про Добровляни можна знайти в люстраціях королівських маєтностей. Так люстрація 1565 року повідомляє про 5 селянських господарств, імена і прізвища господарів, здані податки і повинності.
У 1648 році жителі села взяли участь у повстанні проти польського окупаційного режиму.
У 1665 році в селі було 12 господарств.
У 1684 році уже була церква Богоявлення Господнього (належала до парохії в селі Підмихайля).
У 1755 році в селі було 25 селянських господарств.
З 1848 року наявна філія парохіяльної школи (в селі було 592 мешканці).

### XX століття

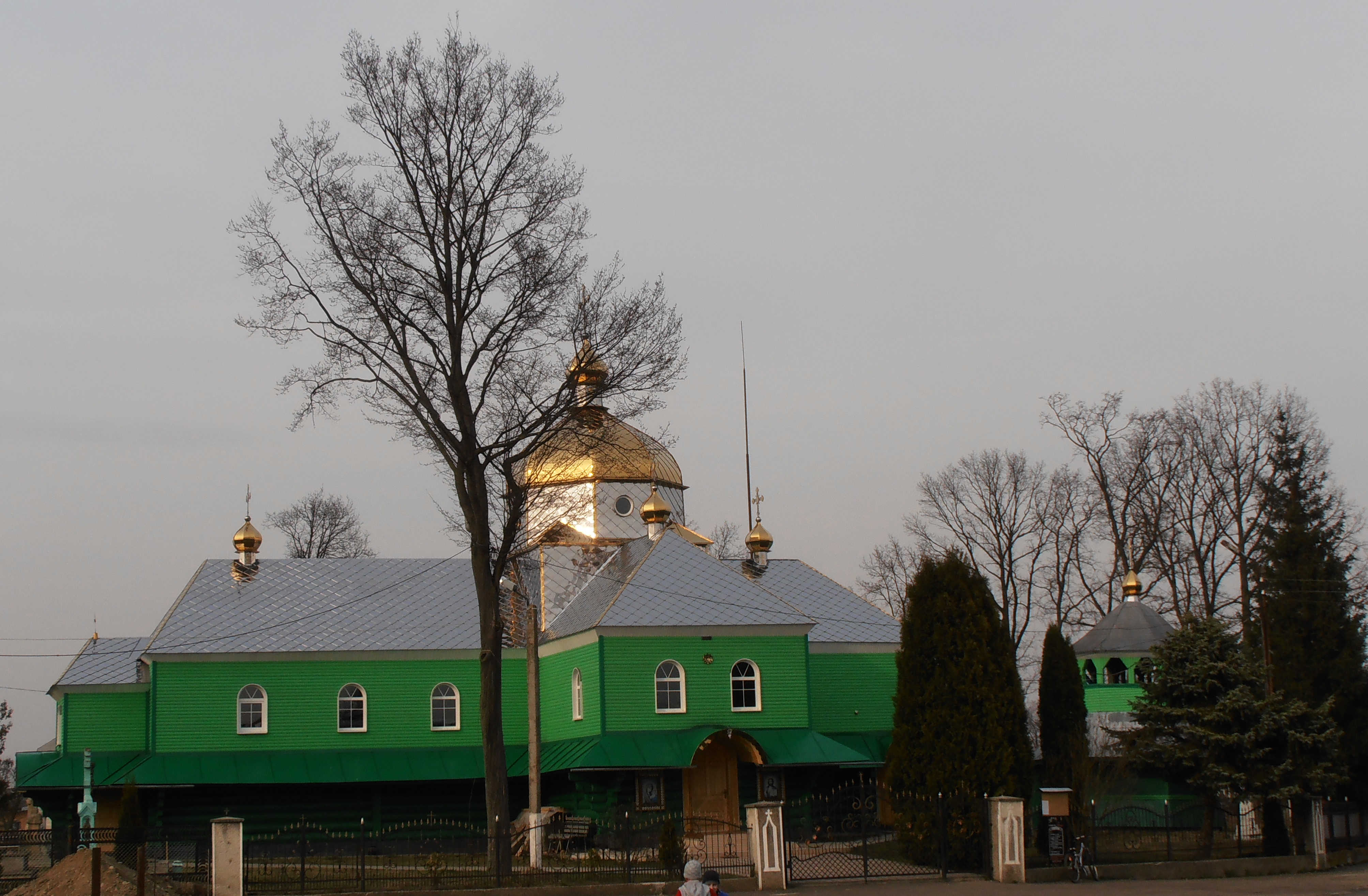
Церква Богоявлення Господнього

У 1914 році налічувалось 1003 жителі. За роки Першої світової війни фронт 4 рази проходив селом, селяни воювали в австрійській армії, загинуло 28 осіб, лютували епідемії. Австрійська армія конфіскувала в серпні 1916 р. у добрівлянській церкві 6 давніх дзвонів діаметром 82, 54, 38, 34, 24, 14 см, вагою 407, 77, 27, 13, 6, 15 кг, виготовлених у 1896, 1729, 1729, 1729, 1729, 1729 рр. Після війни польська влада отримала від Австрії компенсацію за дзвони, але громаді села грошей не перерахувала. Крім житлових і господарських будівель, була зруйнована фабрика спирту.
У 1919 році Польща завоювала Галичину. В 1921 році в селі були 147 будинків і 860 жителів. За Польщі в селі було 2 читальні: українська «Просвіти» і проросійська Качковського. 25.12.1934 р. Митрополит Андрей Шептицький церкву виділив в самостійну парохію. В 1938 році проживало 250 родин (247 українських і 3 польські). У 1939 році в селі проживало 1160 мешканців (1150 українців і 10 поляків). Село належало до ґміни Підмихайля Калуського повіту Станиславівського воєводства.
З вибухом Другої світової війни чоловіків мобілізували в Польську армію. Війна завдала великої шкоди, фронт тричі проходив селом. Мобілізували селян і в Радянську армію: 39 загинуло, 34 повернулося з війни. 47 молодих людей вивезли на примусові роботи в Німеччину. В селі знайшли останній спочинок 12 юнаків з Надвірної — підпільників ОУН, розстріляні гестапо 4.12.1943 у Новиці.
У тих умовах ОУН і УПА стали чинити опір новим окупантам. В січні 1946 р. для боротьби з УПА в кожному селі був розміщений гарнізон НКВД, у Добровлянах — з 40 осіб (на допомогу готові були 1300 в Калуші). Радянська влада організувала в селі загін «стрибків» на чолі з головою сільради Кучераком Мироном, що за Польщі очолював банду, яка грабувала селян. До загону ввійшли три сини Кучерака і ще 8 чоловіків. «Стрибки» убивали односельчан, грабували, палили господарства, більшість убивств чинив Кучерак. Повстанці спочатку ліквідували кілька «стрибків», далі — двох синів Кучерака, нарешті 14.08.1947 р. вбили і його, недобитки «стрибків» розбіглися. Але за наказом повстанців вони ще викопали труну Кучерака і викинули її в ємність з креозотом. Надалі проти селян кидали енкаведистів. П'ятеро жителів села загинули в рядах повстанців, ще 20 потрапили в руки окупантів і були вбиті або ув'язнені в таборах, звідки повернулися одиниці.
За даними облуправління МГБ у 1949 р. в Калуському районі підпілля ОУН найактивнішим було в селах Бережниця, Добровляни і Довге-Калуське.
Під час Великого посту 1950 року 27 родин вивезли на заслання. А решту людей примушували вступати в колгосп залякуваннями і катуваннями, і більшість піддалися. 19 серпня 1950 р. рішенням Калуського райвиконкому № 302 утворено колгосп «Нове життя», куди загнали 150 селянських господарств. А тим, хто не вступив — не дали засіяти і засадити свої ниви. Розібрали читальню біля церкви, розбирали і в людей стодоли — забирали в колгосп. А селяни працювали в колгоспі за палички і старалися всіма силами з нього втекти.
Виїжджає з села о. Степан Маркевич, попереджений про арешт за відмову перейти на православ'я під Московський патріархат. Наступний парох Кисілевський під тиском влади 31.12.1946 р. змушений був перейти до Російської православної церкви. А в 1962 році під час хрущовської кампанії церкву закрили. У травні 1985 року в білий день під райкомівським керівництвом і прикриттям міліції з собаками зібрані з усього району комуністи розбили двері, вдерлися до церкви, повиламували іконостас і престоли та усе повантажили на машини і вивезли.

### Нові часи
Але вже наближалася до кінця комуністична ніч і на хвилі проголошеної перебудови селяни 19.03.1989 р. домоглися першої Служби Божої  у відновленій церкві — тепер ця громада входить в Калуське благочиння Івано-Франківської єпархії Української Православної Церкви Київського Патріархату. А греко-католицька громада збудувала нову церкву, освячену 21 вересня 2006 року.

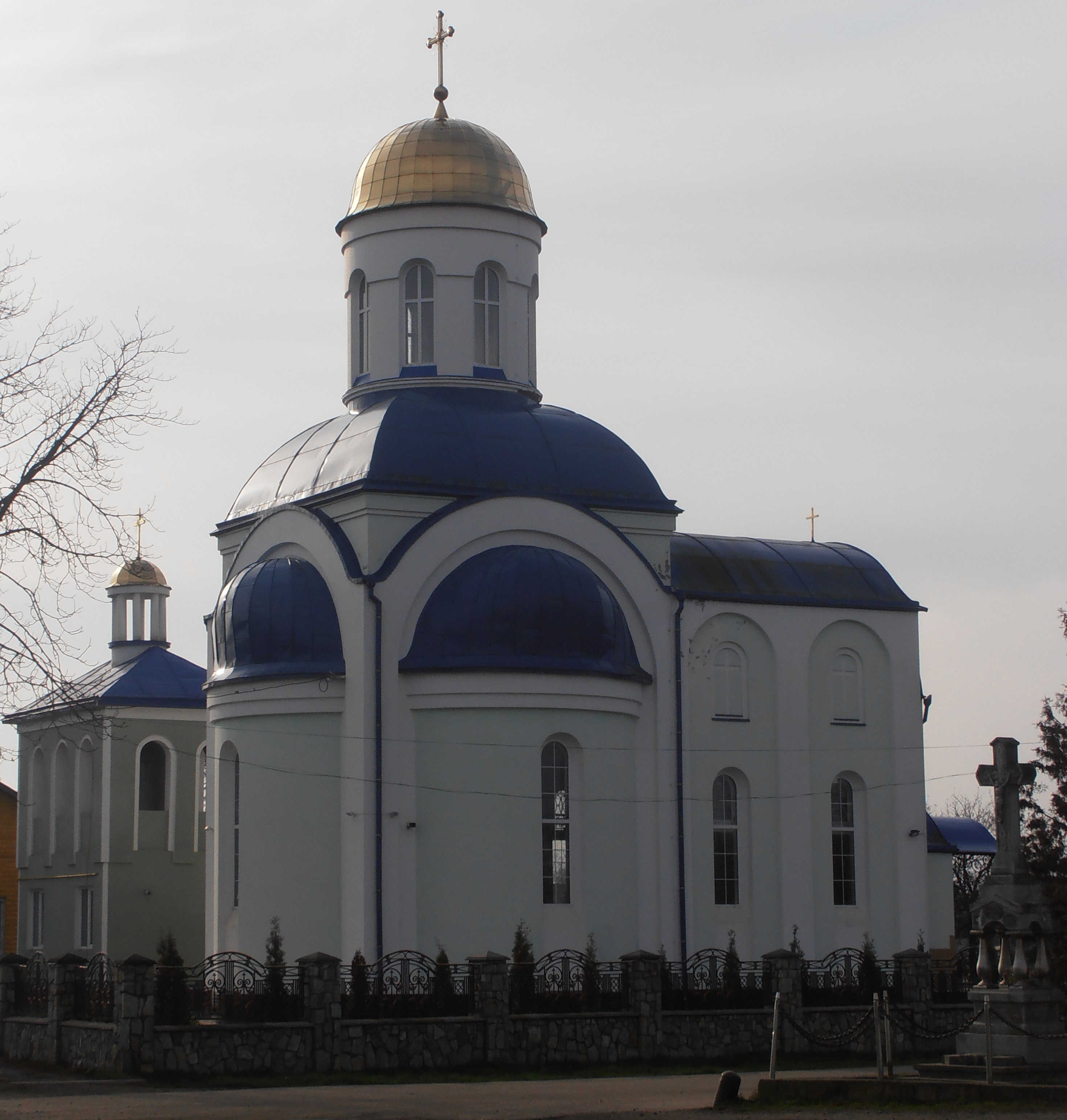
Церква Святого Богоявлення Господа нашого Ісуса Христа

20 травня 1986 року село передане з Новицької сільради до Підмихайлівської. Обрані в березні 2002 року депутати сільради виявили фальсифіковані рішення про розпаювання землі, додані до прийнятих раніше дійсних. Суд 14.03.2003 р. повністю довів факт фальсифікації. Однак, відповідно до чинного законодавства, скасувати незаконне рішення і повернути землю громаді повинна була Підмихайлівська сільська рада. Депутатів від Добровлян у ній була меншість, а більшість відмовлялася. На знак протесту добровлянські депутати склали повноваження. Для поповнення депутатського корпусу були призначені довибори, але громада їх бойкотувала, зібрала підписи селян та ініціювала рефередум про відокремлення сільради. На референдумі 30.05.2004 р. узяли участь 1066 з 1129 виборців села і жоден не проголосував проти відокремлення.

Івано-Франківська обласна рада рішенням 14 вересня 2004 року утворила Добровлянську сільраду в Калуському районі.

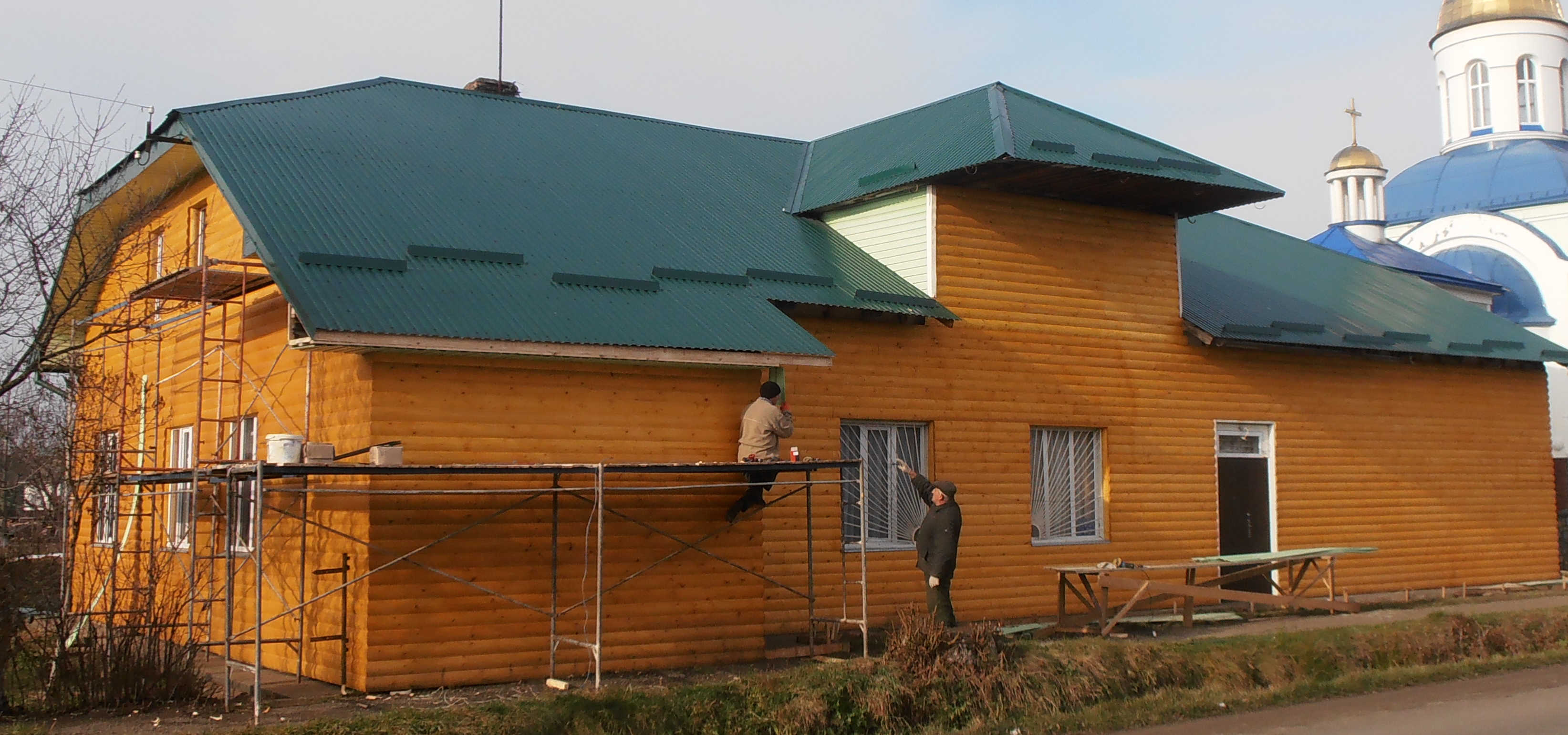
Ремонт сільради

Активну громадянську позицію мешканці села підтвердили і під час Помаранчевої революції (зокрема, відстоювали її на Майдані 21 житель Добровлян), і під час Революції гідності.
Петрів Микола Григорович, Василів Мирослав Іванович і Василів Степан Степанович опрацювали і видали в 2011 році книгу церковних метрик під назвою «Пам’ятай свій рід».

## Населення

### Мова
Розподіл населення за рідною мовою за даними перепису 2001 року:
| Мова       | Кількість | Відсоток |
| ---------- | --------- | -------- |
| українська | 1492      | 99.93%   |
| російська  | 1         | 0.07%    |
| Усього     | 1493      | 100%     |

## Особистості
- Голіков Микола – військовик[16].

## Соціальна сфера
- Народний дім.
- Школа І-ІІІ ст. на 260 місць збудована селянами методом народної будови в 1998 році, у 2011 році переобладнана в навчально-виховний комплекс І-ІІІ ст. з дитячим садочком на 20 дітей[17]. Навчально-виховний комплекс

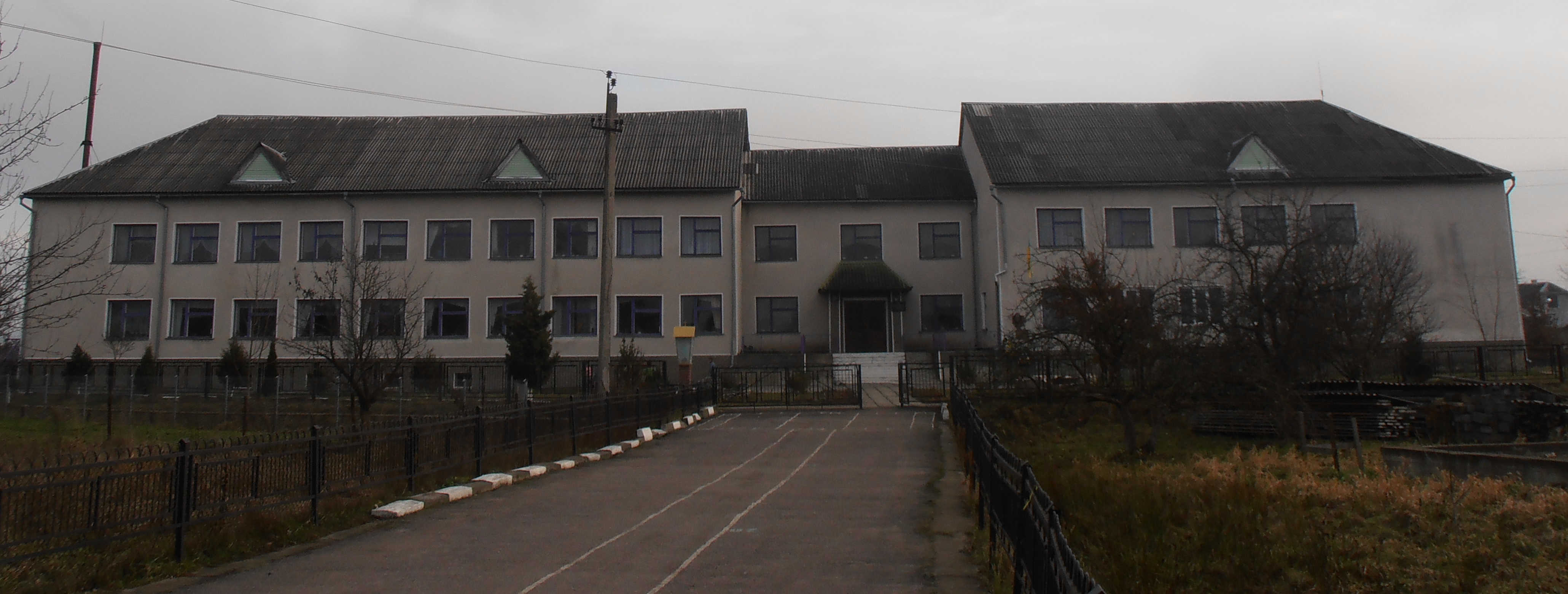
Навчально-виховний комплекс

- ФАП.
- 426 дворів, 1466 мешканців.

## Пам'ятки
- Церква Богоявлення Господнього (храмове свято 19 січня) збудована 1827 року, відновлена 1930 року, пам'ятка архітектури місцевого значення № 762[18].
- Церква Святого Богоявлення Господа нашого Ісуса Христа збудована в 2006 році.
- Хрест скасування панщини в 1848 р.
- Символічна могила загиблим за волю України.[19]

## Міст

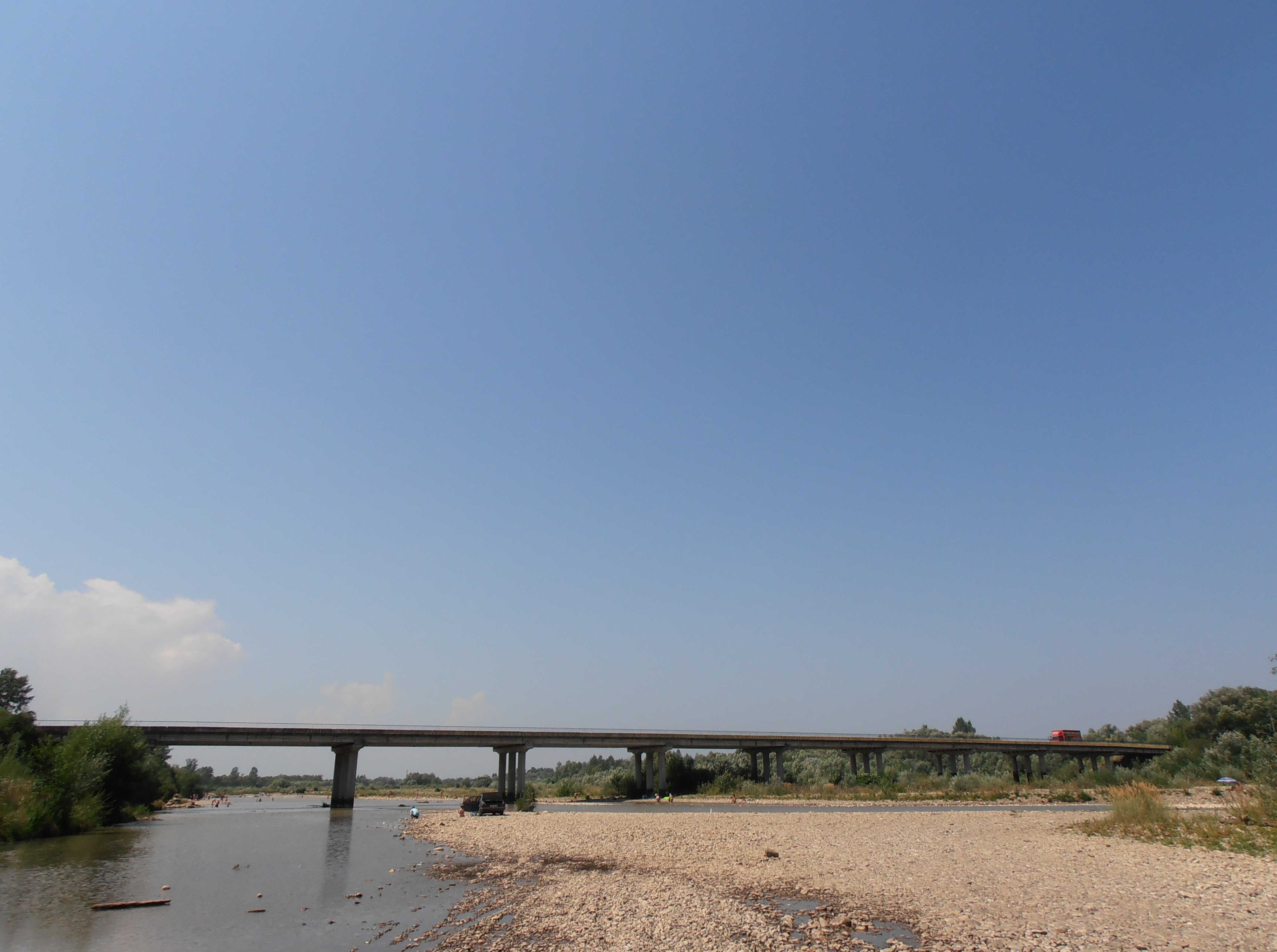
Міст через Лімницю

За часів Речі Посполитої та за Австрії міст відповідав тогочасним вимогам: був дерев'яним, регулярно ремонтували. Руйнування Першої світової негайно відновлювали. Стояв добротний міст за Польщі, дістався він у справному стані радянським окупантам у 1939 році та німецьким у 1941 році. А за часів СРСР почалася типова радянська картина. Довгі роки будували новий бетонний міст, який після урочистого введення у 70-х роках змила вода, і при цьому загинули двоє молодих людей. Тривалий час селяни змушені були їхати додому аж через третє село (через Вістову); аж доки не залучили до будівництва німецьких будівельників, які за новою технологією забурювали глибоко в землю труби, а далі заливали опори з арматури і бетону. Словом, міст вийшов міцним і надійним. Тільки ось дорогу берегом до мосту будували радянські будівельники і свою роботу робили халтурно. І річка регулярно підмивала дорогу в місці з'єднання з мостом. І місцева влада роками просила гроші на ремонт, але ніколи той ремонт не провадився добросовісно. Як жебраки під церквою постійно роз'ятрюють рани для збирання милостині, так місцева влада поводилася з мостом для отримання коштів на ремонт. Лиш нещодавно пустили річку по центру русла і припинили розмивання берегових частин мосту.

## Вулиці
У селі є вулиці:
- Богдана Хмельницького
- Василишина
- Василя Стефаника
- Василя Стуса
- Галана
- Галицька
- Гоголя
- Довбуша
- Івана Франка
- Лесі Українки
- Марка Черемшини
- Миру
- Михайла Грушевського
- Молодіжна
- Ольги Кобилянської
- Романа Шухевича
- Степана Бандери
- Тараса Шевченка
- Чорновола
- Шептицького
- 22 Січня